# Камиллери, Антуан
Антуан Камиллери (итал. Antoine Camilleri; род. 20 августа 1965, Слима, Мальта) — мальтийский прелат, ватиканский дипломат и куриальный сановник. Заместитель Секретаря по отношениям с государствами (третий по значимости пост в дипломатической службе Ватикана) с 22 февраля 2012 по 3 сентября 2019. Титулярный архиепископ Скалхолта с 3 сентября 2019. Апостольский нунций в Эфиопии и Джибути, апостольский делегат в Сомали и специальный представитель Святого Престола при Африканском Союзе с 31 октября 2019 по 20 мая 2024. Апостольский нунций на Кубе с 20 мая 2024.

## Ранние годы, образование и священство
Антуан Камиллери родился 20 августа 1965 года в Слиме, на Мальте.
Камиллери был рукоположен в священника 5 июля 1991 года и был инкардинирован в архиепархию Мальты. Он получил степень в богословии и докторантуру в каноническом праве и юриспруденции в Папском Римском университете. Он был вызван для учёбы в Папской Церковной Академии.

## На дипломатической службе Святого Престола
Камиллери поступил в дипломатическую службу Святого Престола в 1999 году, служил в Папуа-Новой Гвинее, Уганде и на Кубе. После этого он служил в Государственном Секретариате Святого Престола. 22 февраля 2012 года монсеньор Антуан Камиллери был назначен заместителем Секретаря по отношениям с государствами, сменив Этторе Балестреро, который был назначен апостольским нунцием в Колумбии в тот же самый день.
Задача монсеньора состоит в том, чтобы наблюдать за работой Отдела отношений с государствами Государственного Секретариата Святого Престола и поддерживать контакты с послами во всем мире.
Антуан Камиллери свободно говорит по-английски также как и по-французски, по-испански и по-немецки.

## Архиепископ и апостольский нунций
3 сентября 2019 года Папа Франциск назначил титулярным архиепископом Скалхолта преподобного монсеньора Антуан Камиллери, в то же время возведя его в ранг апостольского нунция.
 Его рукоположение в епископа лично Папой Франциском намечено на 4 октября 2019 года.
31 октября 2019 года Папа Франциск назначил архиепископа Антуан Камиллери Апостольским нунцием в Эфиопии и Джибути, апостольским делегатом в Сомали и специальным представителем Святого Престола при Африканском Союзе.
20 мая 2024 года Папа Франциск назначил архиепископа Антуан Камиллери Апостольским нунцием на Кубе